# Бивил (Тексас)
Бивил (енгл. Beeville) град је у америчкој савезној држави Тексас. Налази се у округу Би, чије је седиште. По попису становништва из 2010. у њему је живело 12.863 становника.

## Демографија
Према попису становништва из 2010. у граду је живело 12.863 становника, што је 266 (2,0%) становника мање него 2000. године.
| Група             | 2000.         | 2010.         |
| Белци             | 3.667 (27,9%) | 3.046 (23,7%) |
| Афроамериканци    | 377 (2,9%)    | 346 (2,7%)    |
| Азијати           | 90 (0,7%)     | 113 (0,9%)    |
| Хиспаноамериканци | 8.884 (67,7%) | 9.251 (71,9%) |
| Укупно            | 13.129        | 12.863        |